# Peterson Silvino
Peterson Silvino Da Cruz (Itajaí, Santa Catarina, Brasil; 24 de abril de 1993), más conocido como Peu, es un futbolista brasileño. Juega como delantero en el CD Aves de la Primeira Liga de Portugal.

## Trayectoria
Empezó jugando a los seis años con el Colegio Paulina Gaya y además jugaba fútbol sala con CAIC. Estuvo en la escuela de fútbol União Navegantes, y después paso por varios equipos de categorías inferiores como CN Marcílio Dias, AFEG (Associação de Futebol Educacional de Guabiruba), Sampaio Corrêa Futebol Clube y Clube do Remo, para finalmente jugar con las fuerzas básicas del Sport Club Internacional, en donde consiguió el tricampeonato Gaucho en las categorías mirim, infantil y juvenil (2006, 2007, 2008).
En el 2009 fue fichado por Avaí Futebol Clube en donde jugó por tres años con equipos de las fuerzas básicas. Jugó un partido del Campeonato Catarinense con el primer equipo el 17 de abril de 2011, en la victoria de Avaí contra Concórdia Atlético Clube por marcador de 4-0, entró en el minuto 68 y en el 81 anotó el último gol del partido. Consiguió el Campeonato Catarinense del 2012, en donde a pesar de no tener participación, si formó parte del primer equipo. También tuvo participación en la Copa de Brasil Sub-20 de 2012, anotó un gol de penal en el primer partido de su equipo ante Sport Club Corinthians Paulista. Después de esto, se instaló durante un tiempo en Lacio, Italia, en donde conoció a Hernanes.
En enero de 2013 pasó a formar parte del equipo B del Fluminense Football Club. Tuvo participación en la Deyna Cup, jugó los dos partidos del torneo y le anotó un gol al FK Austria Viena; en este torneo llamó la atención de los directivos del Legia de Varsovia de Polonia, quienes lo ficharon a préstamo por seis meses en agosto. Jugó para el equipo filial de la cuarta división de Polonia (III Liga). Debutó el 24 de agosto en el empate contra el WKS Wieluń, su primer anotación la hizo el 1 de septiembre en la victoria de Legia II en contra de Omega Kleszczów por marcador de 2-0. En su tercer partido el 4 de septiembre anotó un hat-trick en contra de Mechanik Radomsko. Jugó en total 15 partidos y anotó seis goles.
Al terminar su préstamo en enero de 2014 regresó al Fluminense y un mes después fue enviado a préstamo con el equipo sub-20 del Club Santos Laguna de la Primera División de México. Para el Torneo Apertura 2014, el club renovó su préstamo y fue inscrito con el primer equipo. Después de jugar los primeros dos partidos de la temporada con la sub-20 y anotar tres goles, fue llamado por Pedro Caixinha para participar en la Copa México, y el 5 de agosto de 2014, debutó al entrar de cambio al medio tiempo en lugar de Mauro Cejas, en el partido que terminó empatado a cero entre el Santos y Atlético San Luis. Cuatro días después, el 9 de agosto, logró hacer su debut en una competencia de primera división, en la derrota como local de Santos ante Querétaro Fútbol Club, entró de cambio al minuto 32 en lugar de Sergio Ceballos.
El 4 de noviembre, el Santos disputó la final de la copa en contra del Puebla Fútbol Club, el partido terminó con empate a dos goles y en la tanda de penaltis, Santos anotó todos sus penales, lo significó el primer campeonato de Peu con el equipo.

## Estadísticas
Actualizado al último partido jugado el 27 de agosto de 2014.
| Avaí F. C. · Brasil                                                                                                   |               |               |   |   |   |   |   |   |   |   |   |   |
| 1ª | 2011          | -             | - | 1 | 1 | - | - | - | - | 1 | 1 |   |
| Total club | Total club    | -             | - | 1 | 1 | - | - | - | - | 1 | 1 |   |
| C. Santos Laguna · México                                                                                             |               |               |   |   |   |   |   |   |   |   |   |   |
| 1ª | 2014          | 2             | 0 | - | - | 3 | 0 | - | - | 5 | 0 |   |
| Total club | Total club    | 2             | 0 | - | - | 3 | 0 | - | - | 5 | 0 |   |
| Fluminense F. C. · Brasil                                                                                             |               |               |   |   |   |   |   |   |   |   |   |   |
| 1ª | 2015          | -             | - | - | - | - | - | - | - | 0 | 0 |   |
| Total club | Total club    | -             | - | - | - | - | - | - | - | - | - |   |
| Total carrera | Total carrera | Total carrera | - | - | - | - | - | - | - | - | - | - |
| (1)Incluye datos de la Campeonato Catarinense (2011) (2)Incluye datos de la Copa México (2014) (3)Incluye datos de la |               |               |   |   |   |   |   |   |   |   |   |   |

## Palmarés

### Campeonatos nacionales
| Título      | Club               | País   | Año    |
| ----------- | ------------------ | ------ | ------ |
| Copa México | Club Santos Laguna | México | A-2014 |

### Campeonatos regionales
| Título                 | Equipo             | País   | Año  |
| ---------------------- | ------------------ | ------ | ---- |
| Campeonato Catarinense | Avaí Futebol Clube | Brasil | 2012 |

### Distinciones individuales
| Distinción                                             | Año  |
| ------------------------------------------------------ | ---- |
| Máximo goleador del Campeonato Matogrossense (8 goles) | 2022 |